# Kirovski balet
Kirovski balet (tudi Mariinski balet) je ruski baletni ansambel, ustanovljen leta 1783 v Sankt Peterburgu.

## Zgodovina
Do konca 19. stoletja je ansambel nastopal v Mariinskem gledališču, svoje učence pa je dobival iz znane baletne akademije v Gledališki ulici. Koreograf Marius Petipa je za ansambel postavil Trnuljčico, Hrestača, Labodje jezero in Raymonda. Ob prelomu stoletja so bili njegovi najslavnejši plesalci Olga Preobraženska, Pavlova, Tamara Karsavina in Vaclav Nižinski. Pod vodstvom Sergejeva je ta ansambel poudarjal ohranitev klasikov in tako izgubil mnogo svojih vodilnih plesalcev, kot so bili Rudolf Nurejev, Natalija Makarova in Mihail Barišnikov, ki so odšli na zahod.